# ミニチュア・シャー・ペイ
ミニチュア・シャー・ペイ（英：Miniature Shar Pei）とは、アメリカ合衆国原産の愛玩用犬種である。
中国原産のシャー・ペイはこれの先祖である。

## 歴史
1975年代に作出された。アメリカにシャー・ペイがわたるとすぐに人気の犬種になった。それによりもっと飼いやすく、より特徴の際立つ犬種を作ろうという試みが行われ、小柄なシャー・ペイ同士をかけ合わせて作った小型版である。ミニチュア・シャー・ペイは成長しても仔犬の頃からまとっている皮膚をあまり失わないのだが、この特徴があってはならないとシャー・ペイのブリーダーから批判を集めていた時代もあった。シャー・ペイのブリーダーは、ミニチュア版はあまりにも皮膚のたるみが多すぎて皮膚炎になりやすく、顔のたるみが特に顕著なため眼球を圧迫し緑内障になりやすくなるため小型化をやめるように主張した。しかし、ミニチュア・シャー・ペイのブリーダーは作出を諦めず、シャー・ペイのブリーダーの意見を取り入れて目の周り等のしわを軽減する改良を行った。それにより以前にくらべて皮膚炎や緑内障になるリスクを下げる事に成功した。現在でもアメリカ国内ではミニチュア・シャー・ペイはシャー・ペイと同じくらいの人気がある。

## 特徴
外見はシャー・ペイと同じだが、シャー・ペイの成犬よりもしわ・たるみが多い。
体高は38～40cmとシャー・ペイよりも小さく、性格はよりおとなしく扱いやすいものに改良されている。

## 参考
- 『犬のカタログ2004』（学研）中島眞理 監督･写真
- 『日本と世界の愛犬図鑑2007』（辰巳出版）佐草一優監修
- 『デズモンド・モリスの犬種事典』（誠文堂新光社）デズモンド・モリス著書、福山英也、大木卓訳 誠文堂新光社、2007年